# Isauro Martínez Színház
Az Isauro Martínez Színház (spanyolul: Teatro Isauro Martínez) a mexikói Torreón egyik színháza. Nem csak a város, hanem az egész északi országrész egyik legjelentősebb kulturális intézménye.

## Története
Az intézményt Isauro Martínez vállalkozó alapította. Az épület építése 1928 februárjában kezdődött Abel Blas Cortinas tervei alapján, 1930. március 7-i megnyitása után színház és mozi is volt egyben. 1945-ben William Jenkinsé lett, ekkor színházi szerepe megszűnt, majd a Martínez Mozinak nevezett épület lassacskán egyre elhagyatottabb lett, 1973-ra már csak alkalmanként használták. 1975-ben az a hír is elterjedt a városban, hogy le fogják bontani, ezért a Coahuilai Autonóm Egyetem torreóni diákjai, akik tudatában voltak az épület értékének, mozgalmat indítottak megmentése érdekében. Ennek köszönhetően 1979-re az épület az INBA (Nemzeti Szépművészeti Intézet) tulajdonába került, a következő évben pedig az állam kormányzata felújíttatta. 1982. szeptember 18-án nyílt meg újra, immár kizárólag színházként: a megnyitón Ofelia Medina lépett fel, egy Sor Juana Inés de la Cruz emlékére rendezett darabot előadva.
A következő években művészeti galériával és alkotóműhellyel bővült, így az egész Comarca Lagunera legfontosabb kulturális központjává vált. A színházban rendszeresen rendeznek nemzetközi zongorafesztiválokat is.

## Az épület
Az eklektikus, art déco és arab stíluselemeket ötvöző színházépületben 700 ülés található. Az Ezeregyéjszaka meséinek világát idéző, fantáziaképeket ábrázoló belső falfestményeit a spanyol Salvador Tarazona készítette.